# Microlaena
Microlaena és un gènere de plantes monocotiledònies de la família de les poàcies, subfamília d'orizodes, originària dels tròpics del sud-est asiàtic i Australàsia, que inclou unes deu espècies. Alguns autors inclouen els gèneres Microlaena i Tetrarrhena a Ehrharta.
Són plantes herbàcies, anuals o perennes, de 5 a 150 cm d'alçada, amb inflorescència en panícules o raïms. Una espècie, Microlaena stipoides, es conrea a Austràlia com a planta farratgera o per crear gespa.
El nom prové del prefix micro-, petit i χλαῖνα (chlaina, capa, mantell).

## Llista d'espècies
Selon Tropicos, conté les espècies següints (sinònims compresos)
- Microlaena acuminata
- Microlaena avenacea
- Microlaena carsei
- Microlaena ciliativertex
- Microlaena colensoi
- Microlaena diarrhena
- Microlaena giulianettii
- Microlaena gunnii
- Microlaena micranthera
- Microlaena polynoda
- Microlaena ramosissima
- Microlaena stipoides
- Microlaena tasmanica
- Microlaena thomsonii